# Вазюг
Вазюг — река в России, протекает в Мурашинском районе Кировской области и в Прилузском районе Республики Коми. Устье реки находится в 505 км по правому берегу реки Луза. Длина реки составляет 40 км.
Исток реки в Мурашинском районе Кировской области в 3 км к юго-востоку от посёлка Староверческая. Исток реки находится на глобальном водоразделе Северной Двины и Волги, рядом берёт начало река Рогозина. Верхнее течение реки проходит по Мурашинскому району Кировской области, среднее и нижнее — по Прилузскому району Республики Коми. Река течёт по обширному ненаселённому таёжному лесному массиву на Северных Увалах, генеральное направление течения — север. Впадает в Лузу в 7 км к юго-западу от села Верхолузье. Ширина реки на всём протяжении не превышает 10 метров.

## Данные водного реестра
По данным государственного водного реестра России и геоинформационной системы водохозяйственного районирования территории РФ, подготовленной Федеральным агентством водных ресурсов:
- Бассейновый округ — Двинско-Печорский
- Речной бассейн — Северная Двина
- Речной подбассейн — Малая Северная Двина
- Водохозяйственный участок — Юг
- Код водного объекта — 03020100212103000011764